# Têtard
Pour les articles homonymes, voir Têtard (homonymie).
Pour le signe diacritique, voir Tehtar.

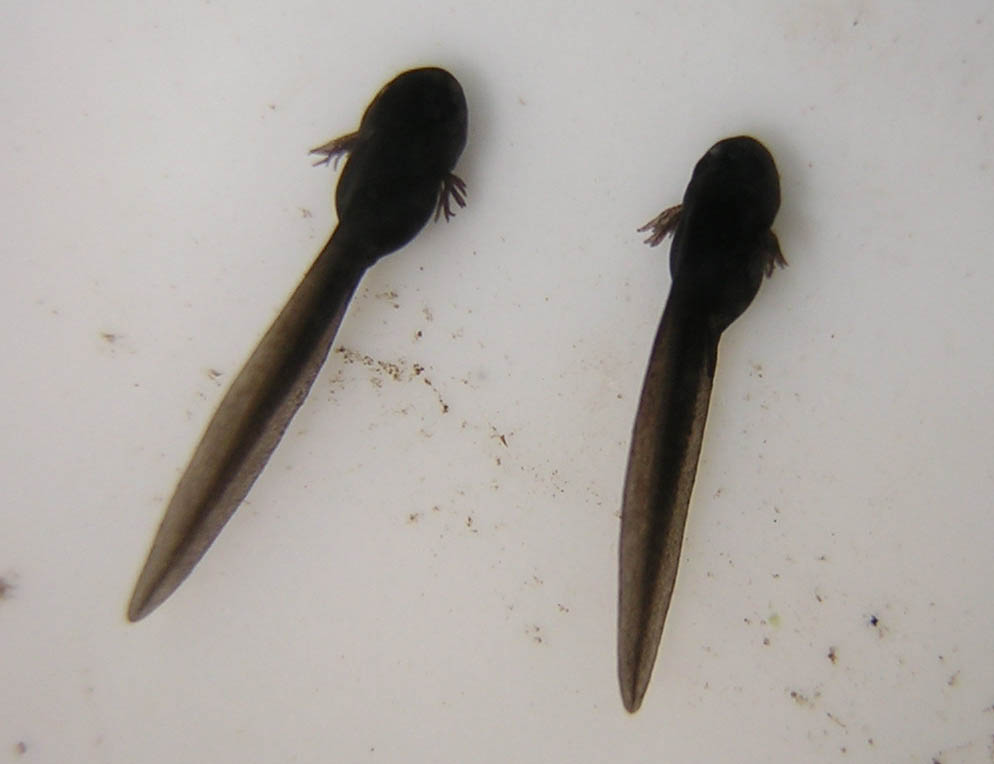
Têtards âgés de dix jours

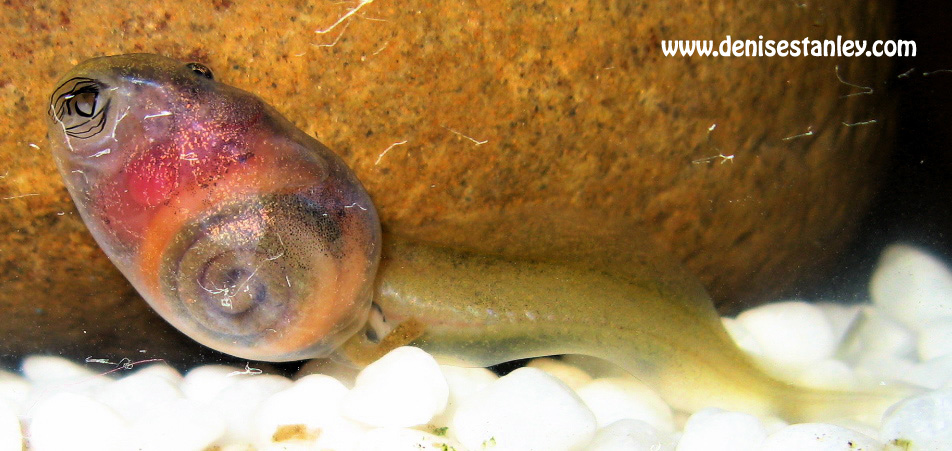
La forme de l'intestin visible par transparence est un des indices permettant d'identifier une espèce

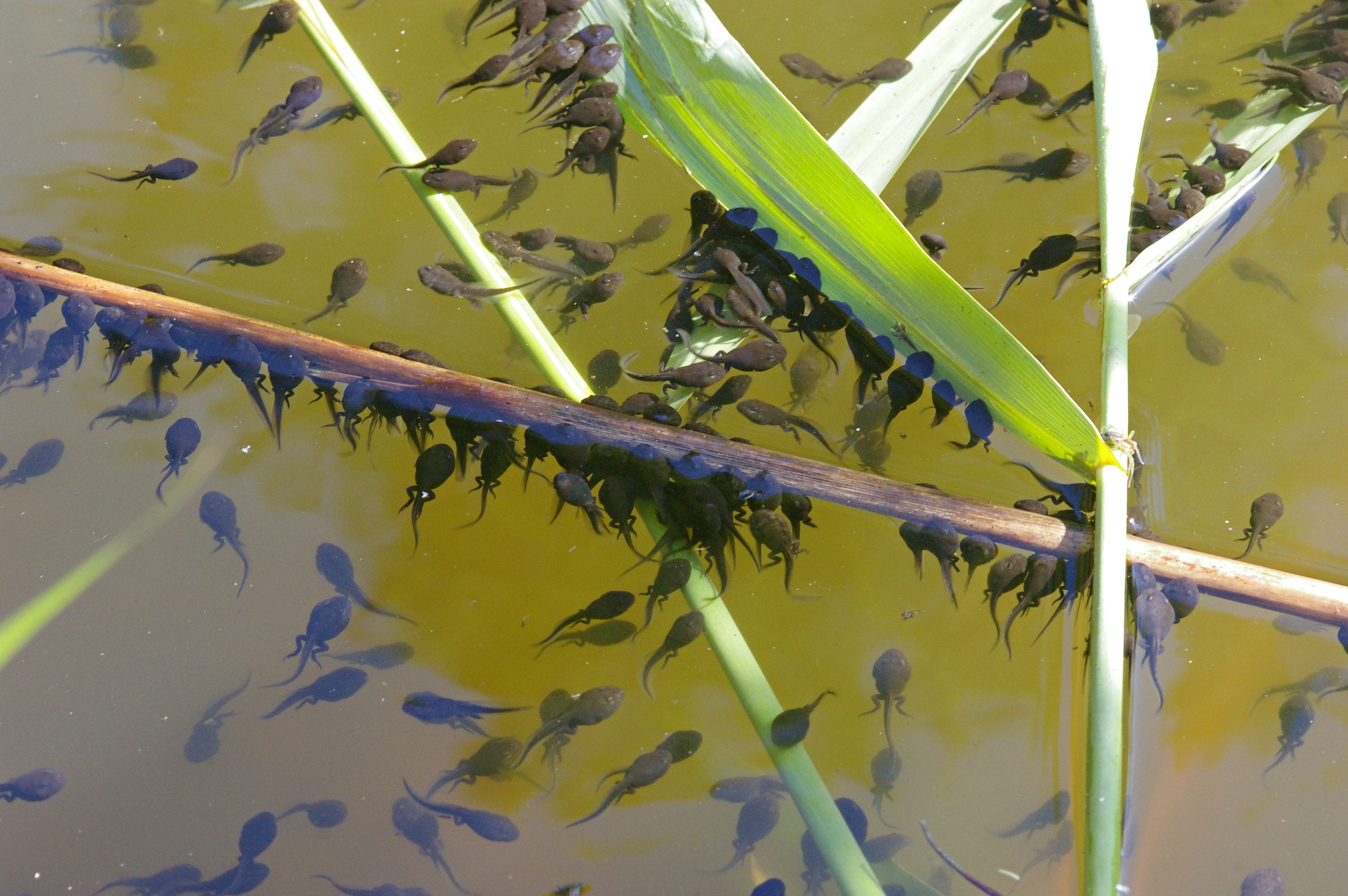
Groupe et attitudes de têtards de crapaud commun dans l'eau

Un têtard est une larve d'amphibien (grenouille, crapaud, salamandre, triton).
À la sortie de l'œuf, le têtard est caractérisé par un corps plus ou moins ovale comprenant la tête (d'où son nom français), des branchies internes ou externes et l'abdomen ; il n'a pas encore de pattes, mais est muni d'une queue natatoire. Les couleurs et tailles et les motifs qui peuvent orner les robes des têtards varient selon les espèces. Ils sont généralement brun-noir à noir, avec parfois des ponctuations plus claires ou des points dorés.
C'est au stade œuf ou têtard que les amphibiens sont le plus vulnérables à certains polluants (dont aux nitrates, qui peuvent les tuer à des doses trouvées dans certains bassins agricoles).

## Comportement des têtards
Après l'éclosion, les têtards vivent généralement en groupe, non loin du lieu de ponte, et souvent près des berges ou de masses de végétation. La principale occupation du têtard jusqu'à sa métamorphose finale semble être de manger. 

Chez certaines espèces, l'un ou l'autre des parents peuvent s'occuper des petits, voire les transporter. 
Par exemple, chez le crapaud Buffle, les têtards vivent en banc dans un marais ou une flaque, et le mâle, qui garde sa progéniture, s'occupe de trouver de nouvelles sources de nourriture, éventuellement en creusant un canal pour permettre aux têtards de le suivre.
Chez quelques rares espèces, des têtards peuvent pratiquer le cannibalisme quand la nourriture vient à manquer.
Chez certaines espèces, une partie des têtards peut passer un hiver complet dans la vase et ne se métamorphoser qu'à la fin du printemps suivant. Ces têtards sont beaucoup plus grands que les autres (parfois plus grands que l'adulte). Ils cessent de se nourrir lors de la métamorphose, durant laquelle leur taille se réduit.

## Développement

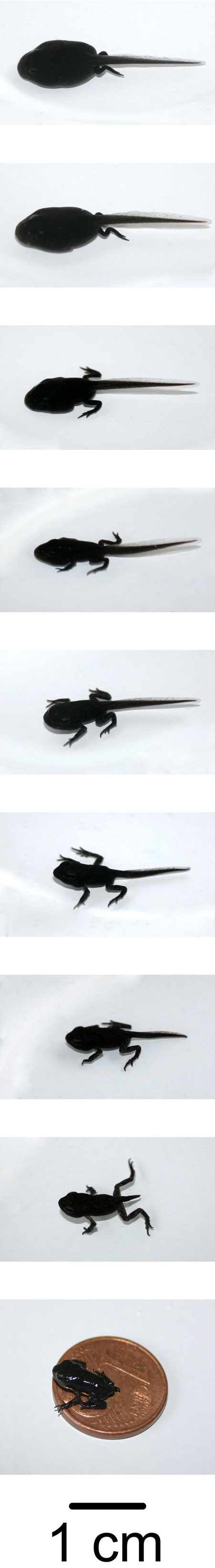
stades de métamorphose de Bufo bufo

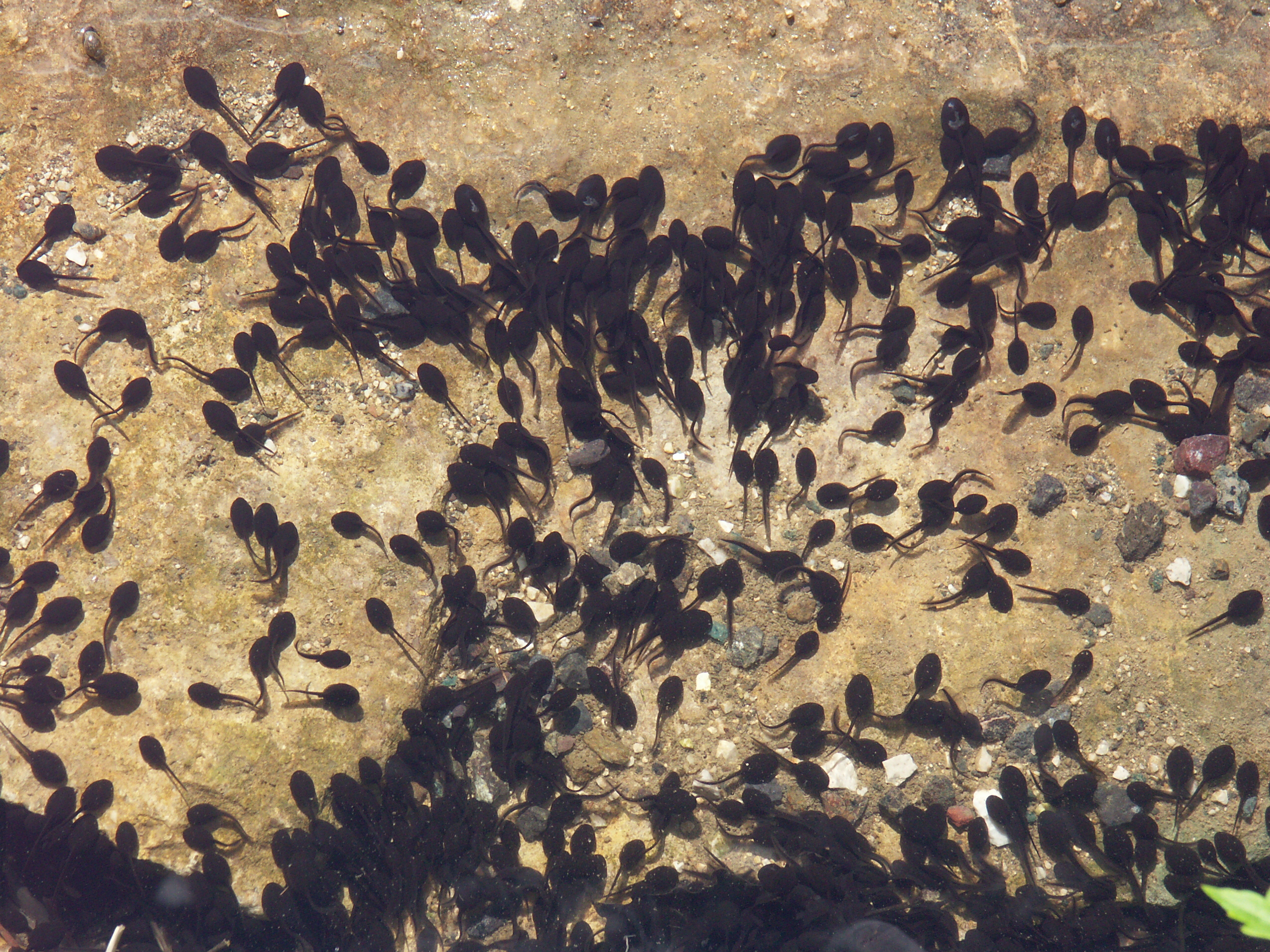
Les rassemblements peuvent être relativement denses

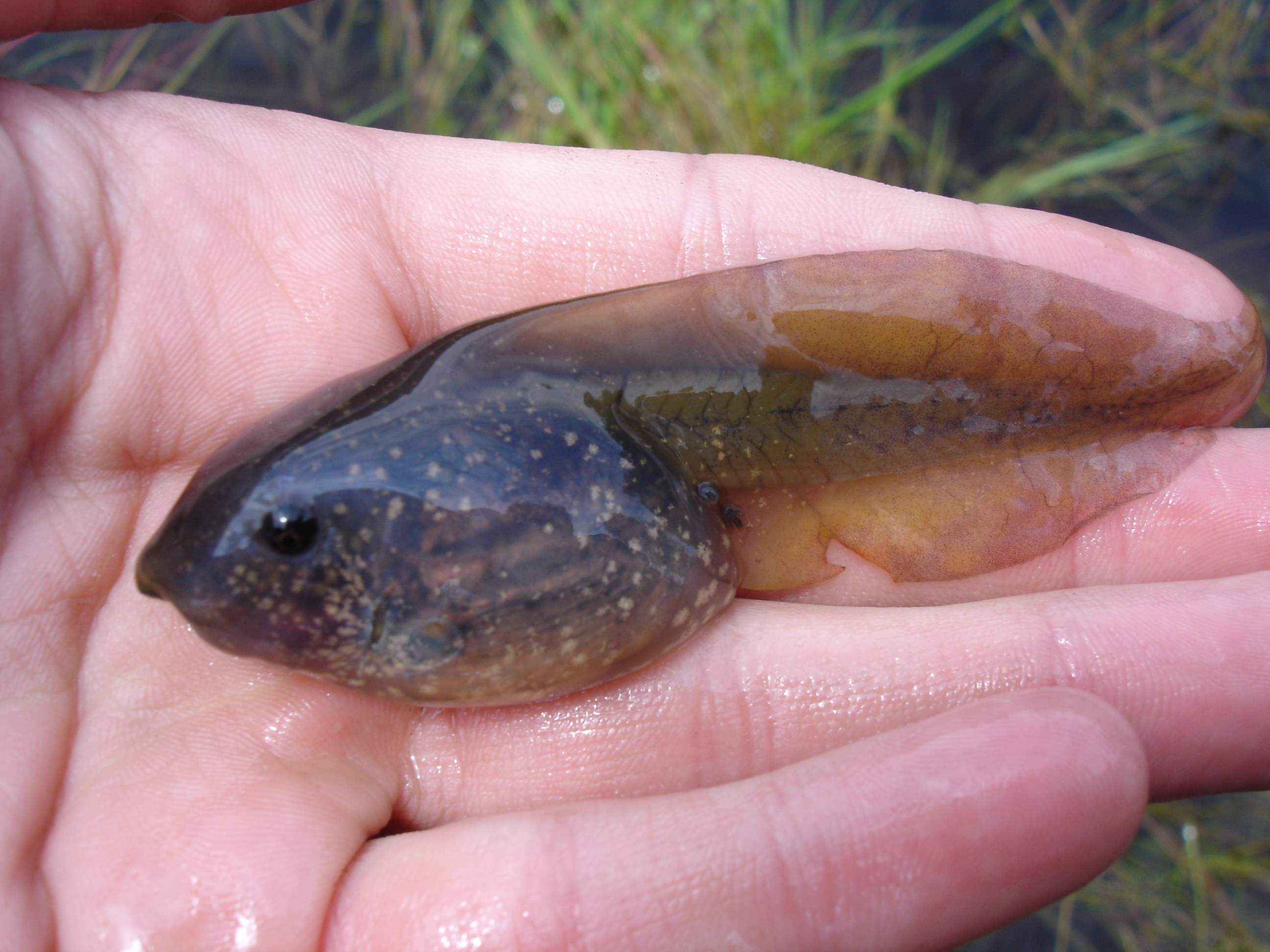
Têtard de grande taille (de Pélobate brun)

Au fur et à mesure de son développement, sous l'influence de diverses hormones, notamment les hormones thyroïdiennes, et plus ou moins rapidement selon la température de l'eau et la disponibilité en nourriture, le têtard se métamorphose, avec l'apparition de membres et la résorption (par apoptose) de sa queue (chez les anoures comme les crapauds et les grenouilles uniquement).

## Écologie
Jusqu'au début du XXe siècle, dans les grands lacs, dans les étangs des zones tempérées, les têtards pouvaient être présents par millions. 

Une grande partie des têtards échappe à la prédation par les oiseaux et les poissons (toxicité, faible appétence, camouflage pour certaines espèces). C'est le jeune amphibien qui sera au stade suivant le plus victime de prédateurs ou de maladies ou de déshydratation, gel, etc. 
En zone froide et tempérée, les têtards remplissent d'importantes fonctions écologiques et contribuent aux équilibres écologiques des zones humides, car :
- en tant que larves, ils sont exclusivement aquatiques (ce qui n'est pas toujours le cas en zone tropicale) et herbivores. 
En se nourrissant d'algues planctoniques et de bactéries, protozoaires, ils contribueront quand ils sortiront de l'eau à exporter de la matière organique et des nutriments. Les têtards raclent leur nourriture sur les feuilles, les substrats immergés, voire - retourné, ventre en l'air - dans le biofilm qui flotte à la surface des eaux calmes).
- leurs mouvements incessants contribuent à mélanger les couches d'eau (oxygénation et température plus homogènes)
- quand ils deviennent des amphibiens adultes, ils sont carnivores et souvent essentiellement insectivores, jouant de nouvelles fonctions dans l'écosystème.

## Élevage
En raison de leur utilité comme auxiliaire de l'agriculture et en raison de leur forte régression, de nombreuses espèces menacées d'amphibiens  sont protégées par la loi (il est interdit de les capturer, déplacer, élever, commercialiser, etc. sans autorisation). Des élevages existent néanmoins (pour des études scientifiques ou, en France, pour produire des cuisses de grenouille avec autorisation). La production de cuisses de grenouilles est strictement interdite en Suisse, les amphibiens étant tous protégés par la loi.

Dans ces cas, on leur donne aussi des nourritures artificielles (certains aliments pour poissons)
Les têtards sont sensibles à l'assèchement des mares. Certaines espèces peuvent s'enfouir dans la vase et survivre plusieurs mois, d'autres accélèrent leur métamorphose et sortent de l'eau plus rapidement. 
Les amphibiens régressent ou disparaissent actuellement partout dans le monde pour des raisons encore mal comprises. Les pesticides et certains toxiques tels que les nitrates (souvent maintenant aussi trouvés dans l'atmosphère et les pluies) sont d'importantes sources de mortalité (les insecticides en particulier ou certaines formes de nitrates et/ou de l'ion ammonium) pour les têtards. 